# 숨바꼭질

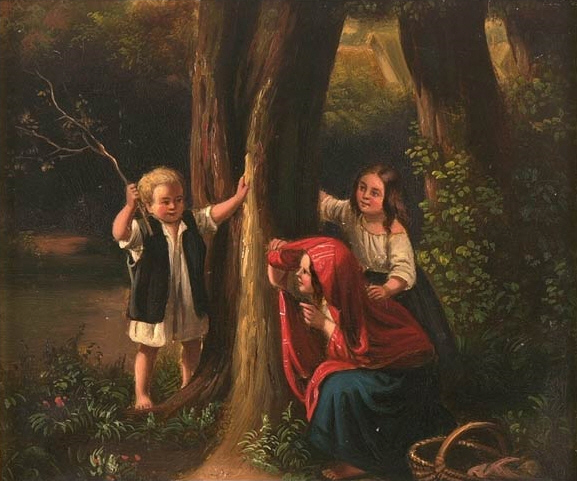
세 명의 아이들이 숲에서 숨바꼭질을 하고 있다.

숨바꼭질(문화어: 숨박곡질, 숨기내기, 숨을내기)은 주로 아이들이 하는 놀이로서, 한 명의 아이가 술래가 되어, 다른 아이들이 숨으면 술래가 아이들을 찾아다니는 놀이이다. 여러 명이 참여하되, 적어도 3명이 참여하는 것이 이상적이다.

## 같이 보기
- 다방구
- 술래잡기